# Elene Usdin
Elene Usdin est une photographe, illustratrice et autrice de bande dessinée française née le 8 avril 1971 à Paris.

## Biographie
Elene Usdin est une artiste dite protéiforme, qui a plusieurs activités artistes, parmi lesquelles la photographie, le dessin, l'illustration et la peinture.
Elle sort de l'École nationale supérieure des arts décoratifs de Paris en 1998. Elle commence sa carrière comme peintre pour le cinéma, puis illustratrice pour la presse et l’édition (Elle, Télérama, Éditions du Seuil, Actes Sud),.
De 2004 à 2009, elle crée des affiches pour l'Opéra national du Rhin.
En 2017, Elene Usdin voyage au Canada où elle découvre la rafle organisée en 1960 et 1980 des enfants natifs enlevés par les autorités fédérales pour être placée dans des institutions et familles blanches. Elle s'inspire de cette part de l'Histoire pour son premier roman graphique en 2021, René·e aux bois dormants,.
En 2022, Elene Usdin Elle organise une exposition des planches originales de son premier roman graphique, jusqu'au 12 février 2022 à la Galerie Barbier à Paris,.
Elle est annoncée parmi les artistes participants au festival et salon du livre de Caen au printemps 2022.

## Illustrations
- Thierry Maricourt et Elene Usdin, Les belles babouches, Paris, Mila Boutan Eds, 1998 (ISBN 2-84006-156-2).
- Elene Usdin, Carla Clara, Top model, Paris, Mila Boutan Eds, 2002 (ISBN 2-84006-304-2).
- Elene Usdin, Carla Clara, J'ai perdu le hamster, Paris, Mila Boutan Eds, 2002 (ISBN 2-84006-302-6).
- Elene Usdin, Carla Clara, Des poux dans mes couettes, Paris, Mila Boutan Eds, 2002 (ISBN 2-84006-303-4).
- Elene Usdin, Le carrousel de Lola, Paris, Mila Boutan Eds, 2002 (ISBN 2-84006-221-6).
- Olivier Ka, illustrations d'Elene Usdin, Amélie contre les parents, Éditions Lito, 2003
- Thierry Lenain, Kourou, ill. d'Elene Usdin, Nathan, 2003
- Françoise de Guibert (ill. Elene Usdin), Fées et princesses, Paris, Larousse, 2005, 37 p. (ISBN 2-03-565141-7).
- Jihad Darwiche (ill. Elene Usdin), Contes de la Méditerranée, Paris, Albin Michel Jeunesse, 2005, 121 p. (ISBN 2-226-14944-9).
- Histoires noires de la mythologie aux Éditions Nathan, de 2003 à 2008[11].

## Expositions
- Museum of New Art (en), Detroit, 2014[12]
- Femmes d’intérieur, Galerie des Arts Graphiques, Paris, 2009 ; Galerie Farmani, Brooklyn, 2010[13] ; Galerie Esther Woerdehoff, Paris, 2015[14]
- René·e aux bois dormants, Galerie Barbier, Paris, 2022.

## Filmographie
- Mutant Stage 2, film d'Elene Usdin avec Jung-Ae Kim, 2014

## Récompenses
- 2006 : prix Picto de la jeune photographe de mode[15].
- 2008: Bourse du talent no 35 - Portraits dans tous ses états : Coup de cœur pour la série Magic Fillette[16].
- 2008 : PX3 prix de la photographie de Paris : 1res places dans la catégorie  « Portraiture - Self-Portrait » pour la série Mes matelas et dans la catégorie «Portraiture - Children» pour la série La princesse aux petits pois[17].
- 2010 : PX3 prix de la photographie de Paris : 1res places dans les catégories People's Choice Awards «Fine Art pro» et «Collage Pro» pour Femmes d'intérieur[18].
- 2011 : prix Photo d'Hôtel, Photo d'Auteur (PHPA) 2011[19].
- 2022 :
  - Grand prix de la critique pour René·e aux bois dormants[20].
  - Prix Artémisia Révélation graphique pour René·e aux bois dormants[21]